# ローマ教皇庁科学アカデミー

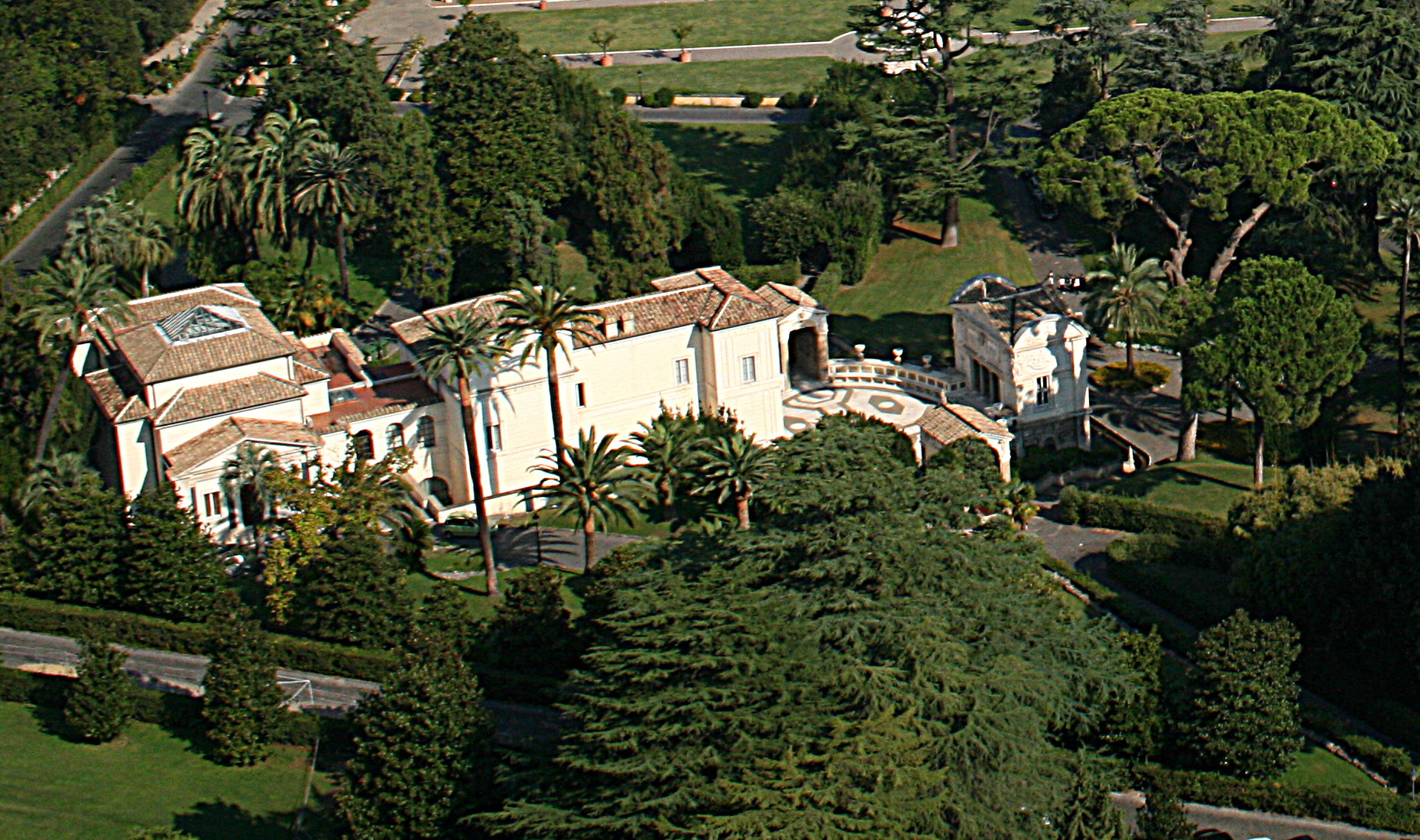
アカデミーあるカッシーナ・ピオ4世

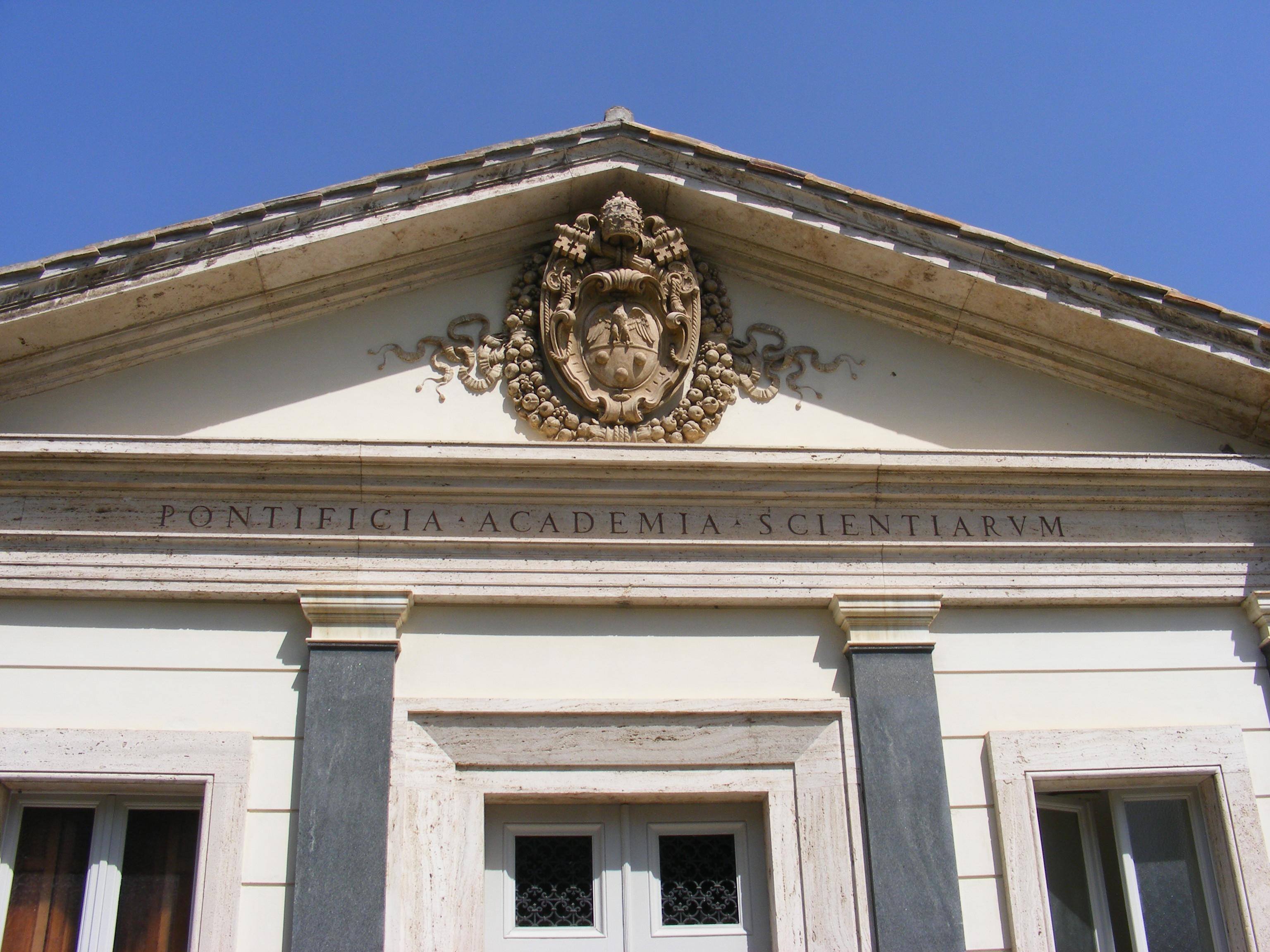

ローマ教皇庁科学アカデミー（ローマきょうこうちょうかがくアカデミーイタリア語: Pontificia accademia delle scienze、ラテン語: Pontificia Academia Scientiarum）は、バチカン市国の科学アカデミーである。1936年にピウス11世によって改組。設立された。数学、物理、自然科学や関連する認識論的問題の研究の進展を推進するために設立された。

## 歴史・概要
前身は1847年に設立された、新リンチェイ教皇庁立アカデミア（Accademia Pontificia dei Nuovi Lincei）で、1603年にフェデリコ・チェージが中心となって設立し、ガリレオも会員となった学会、アッカデーミア・デイ・リンチェイ（山猫学会）の名前を冠していた。山猫学会は30年ほどで活動を止めたが、イタリアで何度かその名前を受け継ぐ学会が作られ、ファシスト政権下でイタリア王立アカデミーに吸収された後、1946年にローマにイタリア国立山猫学会（L'Accademia Nazionale dei Lincei）として再建されたアカデミーとは別の組織てある。
初代のアッカデーミア・デイ・リンチェイは17世紀後半に創立者でパトロンの死によって活動を中止した。1847年にピウス9世が新リンチェイ教皇庁アカデミアとして再建し、1936年にピウス11世が名称を変え、改組した。ファシスト色の強いイタリア王国アカデミーが、王立アッカデーミア・デイ・リンチェイ（La Reale Accademia dei Lincei）を吸収したのは1938年である。
1936年の自発教令"In multis solaciis"でピウス11世はアカデミー設立の目的について次のように述べた。
かつてガリレオがメンバーであり、民族や宗教で差別されない今日の著名な科学者が会員である教皇庁アカデミーの存在は、世界の人々の間に科学の真理と信仰の真理との間に存在する深遠な調和の明白なしるしであります。ローマ教会は、世界に広がるすべての教会と共に、教皇庁アカデミーの機能が大変重要であります。アカデミーに"教皇庁"の名を冠するのは、ご存知のように、かつてのようなパトロネージュとは違った形で、深く効果的な方法で、ローマ教会が関心と関与することを意味します....教会は最も人間的なものー真実の探求の営みにどうして十分に関心を持たずにいられるでしょうか。
バチカン庭園のピウス4世宮殿に本部を置き、アーネスト・ラザフォード、マックス・プランク、オットー・ハーン、ニールス・ボーア、アーウィン・シュレーディンガー、チャールズ・タウンズらのノーベル賞受賞者が過去の会員として選ばれている。会員の定員は当初、80人で、そのうち70人が終身会員であった。1939年にピウス11世が死去すると、アカデミーは同年にピウス11世メダルを設立した。1986年にヨハネ・パウロ2世によって終身会員の定員が80名に増やされ、何人かの科学者が任命された。

## 活動
ローマ教皇庁が運営しているが会員の国籍、政治的立場、宗教的立場に影響をうけずに科学的な情報を発表できる。主な分野は、以下の分野である。
- 基礎科学
- 世界的に関心を持たれている問題に関する科学・技術
- 第三世界の問題に寄与する科学
- 科学の倫理と政治学
- 生命倫理
- 認識論

物理学、天文学、化学、地球科学、生命科学、数学、応用科学（工学）、科学哲学・科学史の分野に分けられている。
主な出版物には以下のようなものがある。
- Acta – 総会の議事録
- Scripta Varia – アカデミー主催の研究会の報告など
- Documenta & Extra Series – アカデミー主催の研究会の要約、速報など
- Commentarii – 科学研究分野の特別研究や短信

## 歴代の会長
- Giuseppe Gianfranceschi, S.J. (1921-1936)
- Agostino Gemelli, O.F.M. (1937-1959)
- ジョルジュ・ルメートル (Georges Lemaître:1960-1966)
- Presbitero Daniel O'Connel (1966-1972)
- Carlos Chagas Filho (1972-1988)
- Giovanni Battista Marini Bettolo Marconi (1988-1993)
- ニコラ・カビボ (Nicola Cabibbo:1993-2010)
- ヴェルナー・アーバー (Werner Arber:2010-2017)
- Joachim von Braun (2017- )